# Karl August Barack

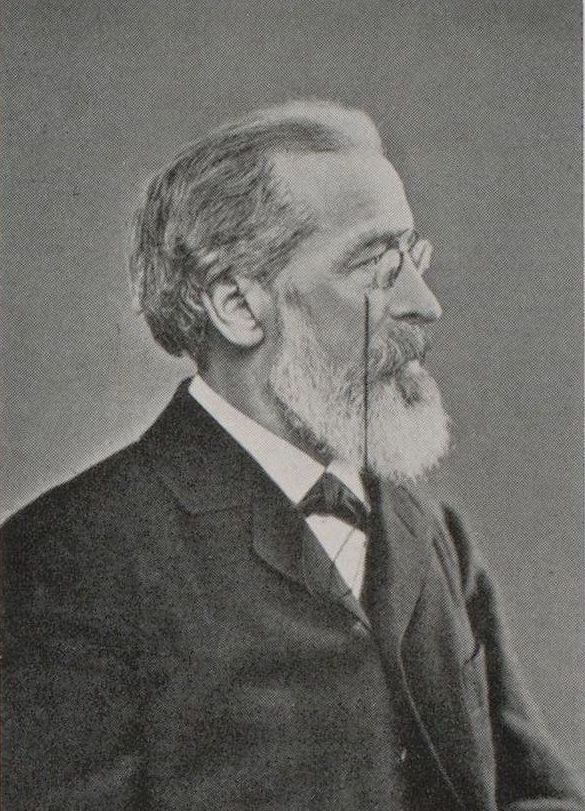
Karl August Barack

Karl August Barack (* 23. Oktober 1827 in Oberndorf am Neckar; † 12. Juli 1900 in Straßburg) war ein deutscher Germanist und Bibliothekar. 
Als Fürstlich-Fürstenbergischer Hofbibliothekar in Donaueschingen gab er den Katalog „Die Handschriften der Fürstlich-Fürstenbergischen Hofbibliothek zu Donaueschingen“ heraus und war ab 1871 erster Direktor der Kaiserlichen Universitäts- und Landesbibliothek in Straßburg.

## Leben und Wirken
Barack hatte das Glück, dass ihm als Kind „unbemittelter Eltern“ auf Empfehlung seines ersten Lehrers der Wechsel zur Lateinschule in Oberndorf ermöglicht wurde und er mit finanzieller Unterstützung von Verwandten das Gymnasium in Rottweil und die Universität in Tübingen besuchen konnte, wo er im Herbst 1851 nach einem Studium der Philosophie, Philologie und Geschichte promovierte. Barack war Mitglied der Theologengesellschaft Herzynia Tübingen. Zum Broterwerb trat er zunächst von 1851 bis 1854 eine Hauslehrerstelle bei der Familie Lossen, den Besitzern der Michelbacher Hütte im Herzogtum Nassau an.
Nach einer anschließenden, halbjährigen Bildungsreise zu mehreren großen Bibliotheken, insbesondere Wien und Prag, arbeitete er für 4½ Jahre als Conservator und Sekretär am Germanischen Nationalmuseum in Nürnberg. Er arbeitete hier zusammen mit dem Historiker Carl August Hugo Burkhardt, dem Germanisten Reinhold Bechstein, den Historikern Johannes und Jakob Falke und Karl Bartsch, dem späteren Heidelberger Professor für Germanistik und Romanistik, auf dessen Veranlassung er 1858 sein erstes Werk, eine Gesamtausgabe der Werke der Hroswitha von Gandersheim herausgab. Er pflegte mit diesen Wissenschaftlern einen lebenslangen, freundschaftlichen Kontakt.

### Donaueschingen

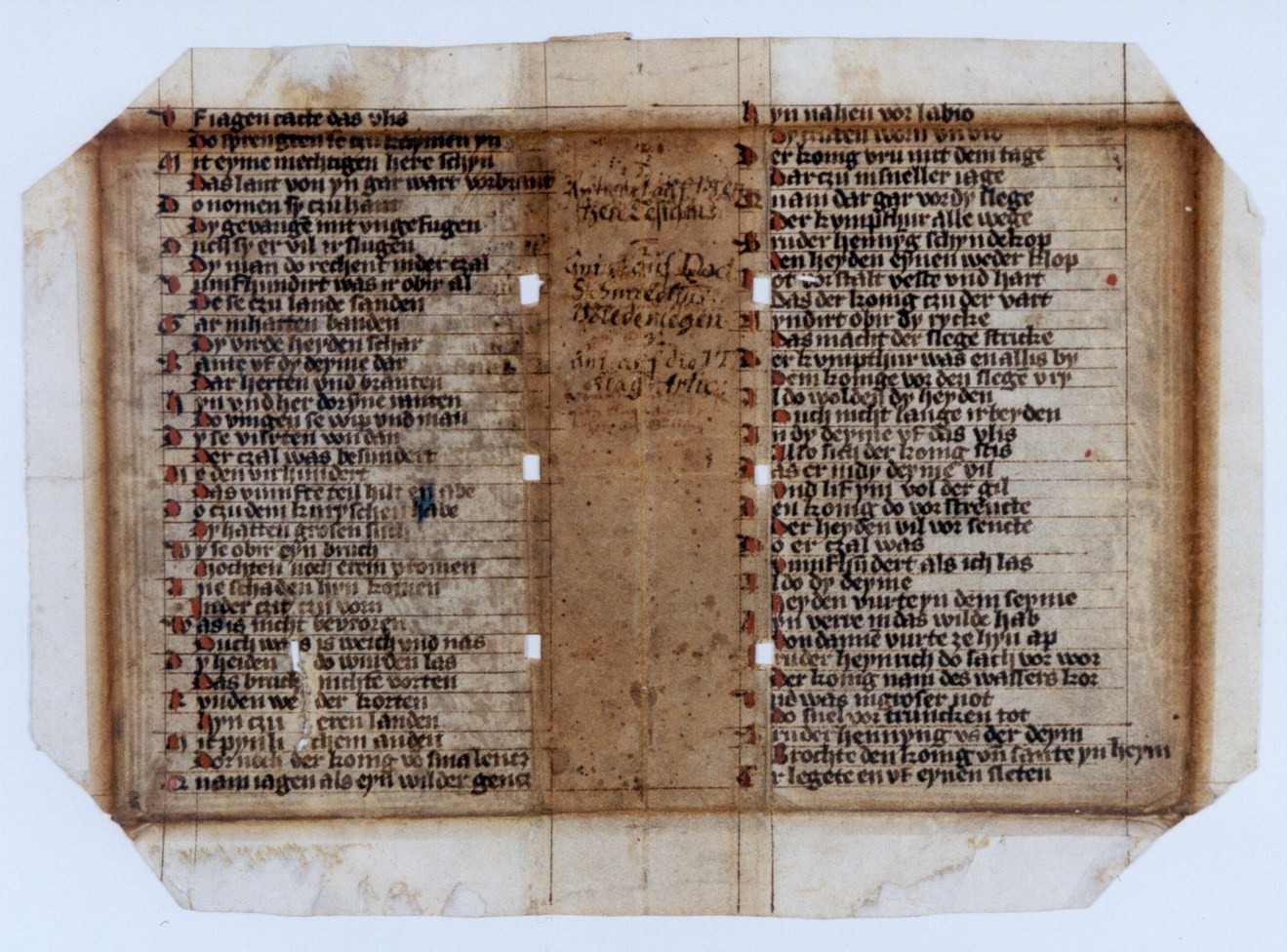
Bruchstück aus der Reimchronik Wigands von Marburg (14. Jahrhundert) aus der Sammlung Donaueschingen, von Barack 1867 veröffentlicht; Landesbibliothek Karlsruhe

Nach seiner Verlobung mit Klara Löflund, der Stieftochter des Schillerforschers Joachim Meyer, erfolgte seine zweite Bewerbung an der Fürstlich Fürstenbergischen Hofbibliothek in Donaueschingen. Bei seiner ersten Bewerbung war ihm noch Joseph Victor von Scheffel vorgezogen worden. Als er hörte, dass Scheffel sein Amt aufzugeben plante, war diese Bewerbung mit Fürsprache des Freiherren Carl Heinrich Roth von Schreckenstein, damals zweiter Vorstand des Germanischen Museums, erfolgreich.
Am 7. Januar 1860 trat er seinen Dienst an und wurde noch von Scheffel eingearbeitet. Seine erste Aufgabe war die Einbindung der Laßbergischen Sammlung mit über 11.000 Drucken und 280 Handschriften. Die Bibliothek konnte in das 1732 fertiggestellte Regierungsgebäude umziehen. Die nicht heizbaren Räume im Erdgeschoss nutzte er als Lagerraum. Im ersten Obergeschoss gab es sechs helle und große Räume. In der Mitte und nach Süden blickend richtete er einen heizbaren Arbeits- und Leseraum ein, zu dessen beiden Seiten die wichtigsten Bestände zur Geschichte, Germanistik, deutsche Literatur und die Handschriften und Inkunabeln untergebracht wurden. Das zweite Obergeschoss wurde sukzessive für den Rest ausgebaut.
In einem Zeitraum von zehn Jahren erstellte er einen handgeschriebenen Katalog der Druckschriften in Zettelform, sortiert nach Namen der Verfasser. 1865 veröffentlichte er einen gedruckten Katalog der 925 Handschriften, in dem diese auf 608 Textseiten ausführlich beschrieben werden. Bei seiner Arbeit erkannte er, dass in verschiedenen alten Einbänden beschriebenes Pergament eingearbeitet oder vorgeklebt war. Durch Herauslösen gewann er eine Anzahl wichtiger Fragmente. Von den 509 Inkunabeln erstellte er ebenfalls einen Katalog.
1863 veröffentlichte er das satirisch-didaktischen Gedicht „Des Teufels Netz“, eine reine Textausgabe mit Anmerkungen aus drei handschriftlichen Quellen, eine davon aus der Donaueschinger Bibliothek. Aus zwei Handschriften der Donaueschinger Sammlung und acht aus weiteren Bibliotheken stellte er die Ausgabe der „Chronik der Reichenau“ bis 1500 zusammen. 1866/67 erschien die erste, von Barack herausgegebene Ausgabe der Zimmerischen Chronik, ein als Familienchronik der Herren von Zimmern verfasstes deutsches Geschichtswerk aus dem 16. Jahrhundert. 1868 gehörte er zu den Gründungsmitgliedern des Vereins für Geschichte des Bodensees und seiner Umgebung.

### Straßburg
Ein einschneidendes Ereignis im Leben Baracks war die Zerstörung der Straßburger Bibliothek im Deutsch-Französischen Krieg 1870/71. Zusammen mit dem Vorstand der Münchner Hofbibliothek und 49 Gelehrten veröffentlichte er am 30. Oktober 1870 einen Aufruf, in dem um Bücherspenden für den Aufbau einer neuen Bibliothek gebeten wurde. Binnen kurzem kamen über 100.000 Bände zusammen.

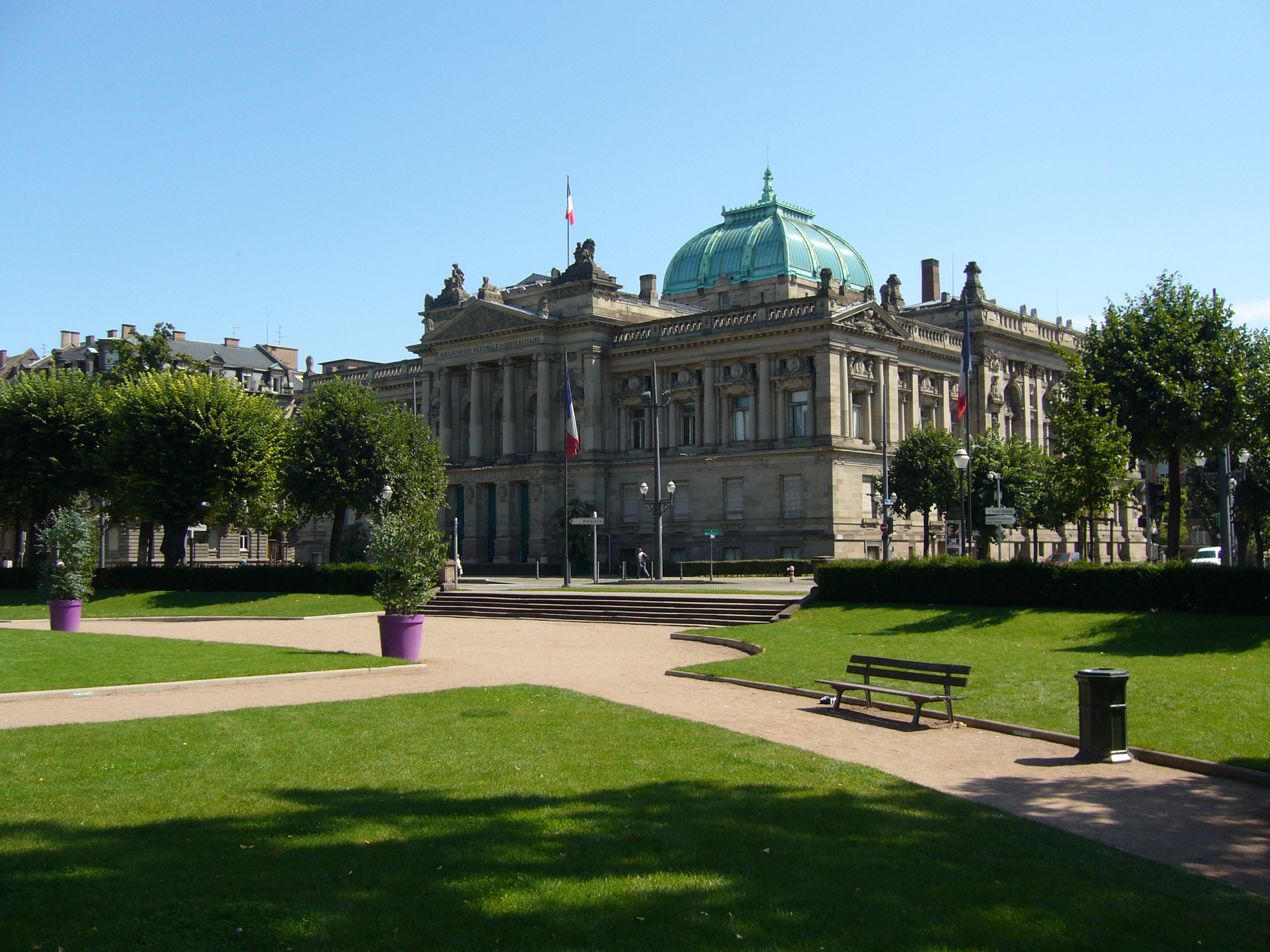
La Bibliothèque Nationale et Universitaire de Strasbourg

Die Leitung der neuen Bibliothek wurde Barack angeboten. Er trat sein Amt am 16. Juli 1871 an. Am 9. August wurde die neue Bibliothek eröffnet. Nach einem weiteren Jahr war der Bestand auf 200.000 Bände gewachsen. Bereits im Oktober 1872 wurde er zum „Oberbibliothekar mit dem Charakter eines ordentlichen Professors“ ernannt. Am 29. November 1895 erhielt er, im Zusammenhang mit der Eröffnung des Neubaus der Bibliothek, den Titel eines Geheimen Regierungsrates.
Auch in Straßburg war die Katalogisierung wieder die erste Aufgabe. Barack sorgte aber auch für die rasche Erschließung der Bestände für die Öffentlichkeit. Er richtete einen geregelten Ausleihbetrieb ein, machte die Bestände auch auswärtigen Nutzern zugänglich und richtete einen Ausstellungsraum für die Kostbarkeiten der Bibliothek ein. Ebenso kümmerte er sich um den Ankauf von Handschriften, Inkunabeln und Briefsammlungen von lokaler Bedeutung, wie zum Beispiel Goethes Briefe und Aufzeichnungen aus seiner Straßburger Zeit. Ab 1879 konnte er sich auch wieder um eigene Veröffentlichungen kümmern, insbesondere die zweite, stark überarbeitete und noch heute maßgebliche und zitierfähige Auflage der Zimmerischen Chronik, die 1880/81 erschien. Diese wurde 2006/07 in Wikisource vollständig digitalisiert.
1894 veröffentlichte er (ohne seinen Namen) Eine fast kurzweilige histori von der schönen Elisa, eines königs tochter aus Portugal und grave Albrechten von Werdenberg […], wobei er seine Vorlage, eine Ausarbeitung von Joseph von Laßberg, nur leicht veränderte. Am 12. Juli 1900 verstarb er in Straßburg.

## Veröffentlichungen (Auswahl)
- (Bearb.): Hans Böhm und die Wallfahrt nach Niklashausen im Jahre 1476. Ein Vorspiel des großen Bauernkrieges. Thein, Würzburg 1858.
- (Hrsg.): Des Teufels Netz. Satirisch-didaktisches Gedicht aus der ersten Hälfte des fünfzehnten Jahrhundert (= Bibliothek des Literarischen Vereins in Stuttgart, Bd. 70). Stuttgart 1863 (Nachdruck, Rodopi, Amsterdam 1968, ISBN 978-3-7436-9154-4).
- Die Handschriften der Fürstlich-Fürstenbergischen Hofbibliothek zu Donaueschingen. Laupp, Tübingen 1865 (Digitalisat).
- (Hrsg.): Gallus Oheims Chronik von Reichenau (= Bibliothek des Literarischen Vereins in Stuttgart, Bd. 84). Stuttgart 1866.
- (Hrsg.): Zimmerische Chronik. Vier Teile (= Bibliothek des Literarischen Vereins in Stuttgart, Bd. 91–94). Stuttgart 1869.
- Über den Minnesang am Bodensee und den Minnesänger Burkhard von Hohenfels. In: Schriften des Vereins für Geschichte des Bodensees und seiner Umgebung, Bd. 2 (1870), S. 65–81.
- Die Neugründung der Straßburger Bibliothek und die Göthe-Feier am 9. August 1871. Schmidt, Straßburg 1871.
- Württemberger auf der Straßburger Universität von 1612 bis 1793. In: Württembergische Vierteljahreshefte für Landesgeschichte, Bd. 2 (1879), S. 161–206.
- Elsass-Lothringische Handschriften und Handzeichnungen. Heitz, Straßburg 1895.
- Für seinen Freund Karl Jordan Glatz († 1880) besorgte er posthum (1881) die Drucklegung seiner letzten Arbeit: die von Juliane Ernstin: verfasste Chronik des Bickenklosters zu Villingen 1238 bis 1614 (= Bibliothek des Litterarischen Vereins Band 151). Tübingen 1881 (PDF-Datei auf Commons)